# Актай (Каратобинський район)
Акта́й (каз. Ақтай) — село у складі Каратобинського району Західноказахстанської області Казахстану. Адміністративний центр Каракульського сільського округу.
У радянські часи село називалось Актайсай.
Населення — 509 осіб (2021; 723 у 2009, 908 у 1999, 1141 у 1989).